# Ayano Tsuji
Pour les articles homonymes, voir Tsuji.
Ayano Tsuji (つじあやの, Tsuji Ayano, née le 6 janvier 1978 à Sakyō-ku (Kyoto) est une artiste japonaise, auteur, compositrice, interprète, qui débute en 1998 et a pour caractéristique de s'accompagner d'un ukulélé, dans un style original. Peu médiatisée, elle se fait connaitre en 2002 en interprétant la chanson Kaze Ni Naru (« Devenir le vent »), thème principal du film d'animation japonais Le Royaume des chats du studio Ghibli, grâce auquel elle acquiert une certaine notoriété en Europe.

## Discographie

### Albums
- 1998 : Uraraka (うららか) (mini-album)
- 1999 : Kimihe no Kimochi (君への気持ち) (mini-album)
- 2000 : Haru wa Touki Yume no Hate ni (春は遠き夢の果てに)
- 2001 : Harumikan (春蜜柑)
- 2002 : Balanço
- 2003 : Renren Huka (恋恋風歌)
- 2004 : Cover Girl
- 2005 : Calendar Calendar
- 2006 : Hajimari no Toki (はじまりの時) (mini-album)
- 2007 : Sweet, Sweet Happy Birthday
- 2008 : Cover Girl 2

### Compilations
- 2002 : Koi Suru Megane (恋する眼鏡)
- 2006 : Tsuji Best
- 2009 : Tsuji Gift -10th Anniversary BEST-

### Singles
- 2000 : Clover (クローバー)
- 2000 : Kokoro ha kimi no moto he (心は君のもとへ)
- 2001 : Kimini arigatou (君にありがとう)
- 2001 : Koibito doushi (恋人どうし)
- 2002 : Ai no kakera ☆ Koi no kakera (愛のかけら☆恋のかけら)
- 2002 : Kaze ni naru (風になる)
- 2003 : Amaoto (雨音)
- 2003 : Sakura no konoshita de (桜の木の下で)
- 2003 : Arikitarina romansu (ありきたりなロマンス)
- 2003 : Parade (パレード)
- 2005 : Harukaze (春風)
- 2005 : Shiny Day / Ai no manatsu (愛の真夏)
- 2005 : Yubikiri (ゆびきり?) / Hoshi furu yoru no Christmas (星降る夜のクリスマス)
- 2006 : Sayonara aishiteru (さよなら愛してる)
- 2008 : Arienai Kurai Kiseki (ありえないくらい奇跡)

### DVD
- 2005 : Kyoto Girl
- 2005 : Ayano Clip / Ayano Tsuji no eizou sakuhin shuu (つじあやの映像作品集)

## Liens
- Site officiel
- Ressources relatives à la musique :   - Discogs
  - MusicBrainz
  - Songkick
  - VGMDb
- Ressource relative à l'audiovisuel :   - IMDb
- Notices d'autorité :   - VIAF
  - ISNI
  - Japon
- (ja) Blog officiel